# 孙存礼
孙存礼（？—？），陕州（今河南洛阳地区）人，是一名清朝政治人物。
孙存礼曾于1789年接替兰霖任福建永安县知县一职，1790年由秦树绪接任。